# علي المندلاوي
علي المندلاوي  كاتب ومصمم غرافيك ورسام كاريكاتير عراقي  ولد في مدينة مندلي في ديالى عام 1958. حاصل على شهادة بكالوريوس من أكاديمية الفنون الجميلة وتميزت إعماله بالمزاوجة في رسم الكاريكاتير واللوحة فأصبح أشهر رسام في رسم (البورتريه)الساخر في العراق، وهو كاتب، ومصمم جرافيكي، ورسام حر، ورسام كتب ومجلات، وكاريكاتير، ولقد عرضت أعماله في معارض شخصية (رسوم لكتب وصحافة الأطفال، كاريكاتير، رسم حر) أقيمت في العراق وعدد من دول العالم، ولهُ مشاركات في مهرجانات داخل وخارج العراق، وأعماله الفنية تتوزع على المتاحف، والمراكز الفنية في الدول العربية والأوروبية، ولهُ مجموعات شخصية حيث عمل رساماً للكاريكاتير في عدة صحف عراقية وعربية، يتميز برسم معظم مشاهير العالم بطريقة كاريكاتيرية، وعمل في صحافة الأطفال ورسم لمجلات (مجلتي والمزمار) وكتب الأطفال.
هاجر إلى هولندا في تسعينيات القرن الماضي، ورسم الكاريكاتير لمجلات (الجديدة والمجلة)، اللندنيتين ثم في (صحيفة الشرق) الأوسط الدولية عاد إلى بغداد بعد غزو العراق عام (2003) حيث أقام وأسس مشروعاً ثقافياً باسم (ميديا) لإقامة المعارض والفعاليات، وعمل مستشاراً لوزارة الثقافة في منطقة كردستان شمال العراق، وحاز على على إحدى الجوائز الكبرى للدورة (14) للمهرجان الدولي للفكاهة في رومانيا

## حياته
- ولد في مندلي عام 1958.
- تخرج من معهد الفنون الجميلة عام 1979.
- حصل على البكلوريوس من أكاديمية الفنون الجميلة تخصص تصميم طباعي بغداد 1986.
- ساهم في أغلب المعارض الوطنية داخل البلد وخارجه.[4]

## نشاطاته

ناز شخصية كارتونية بريشة الرسام علي المندلاوي..

لوحة من كتاب حكايات شعبية من العراق.

- كاتب، ومصمم جرافيكي، ورسام حر، ورسام كتب ومجلات، وكاريكاتيرعرضت أعماله في معارض شخصية (رسوم لكتب وصحافة الأطفال، كاريكاتير، رسم حر) اقيمت في العراق وعدد من دول العالم [5] ، وله مشاركات في مهرجانات، وأعماله الفنية تتوزع على متاحف، ومراكز فنية عربية، وأوروبية، ومجموعات شخصية.[6] عمل رساماً للكاريكاتير في عدة صحف عراقية وعربية مع عدد من رسامي الكاريكياتير العراقيين مثل مؤيد نعمة وعبد الرحيم ياسر وغيره.[7]
- عمل منذ عام 1975 في صحافة الأطفال[8]، ووضع الرسوم لأكثر من 40 كتابا للاطفال صدرت عن دور نشر في بغداد (دار ثقافة الأطفال) وناشرين في كردستان العراق [9]، و (دار الفتى العربي) في القاهرة، و (دار الآداب) و (دار النورس) في بيروت، و (منشورات المزغني) في تونس، كما رسم لمجلات وصحف (مجلتي والمزمار) و (ئه ستيرة – النجمة) في بغداد، و (هه نك) في اربيل، و (العربي الصغير) في الكويت، و (ماجد) في أبوظبي. نقل نشاطه إلى صحافة الكبار في عام 1983 فرسم الكاريكاتير، وانتشرت رسومه للشخصيات عبر النشر في الصحف والمجلات في العراق والبلدان العربية، ووضع الرسوم لعدد من أغلفة الكتب، ودواوين الشعر، لشعراء كرد، وعرب، كـ شيركو بيكس ولطيف هلمت وعبد الوهاب البياتي وعدنان الصائغ وموسيقيين، كـ منير بشير. وفي أعوام التسعينات، وأثناء اقامته في هولندا نشر رسوما توضيحية لمجلات تصدر هناك، ورسم الكاريكاتير لمجلات (الجديدة والمجلة) اللندنيتين، لينتقل بعدها إلى العاصمة البريطانية للعمل في صحيفة (الشرق الأوسط) الدولية (1999 – 2003). بعد سقوط النظام في بغداد (2003) قدم استقالته من الصحيفة، وعاد إلى بغداد [10][11] حيث أقام وأسس مشروعا ثقافيا باسم (ميديا) نظم على قاعته عددا من المعارض والفعاليات.
- عمل مستشارا لثقافة الأطفال في وزارة الثقافة – اقليم كردستان (2005 – 2006) [12] نظم خلالها في صيف عام (2006) أول مهرجان عالمي خاص بالطفل الكردستاني في عاصمة الإقليم اربيل.[13]
- عضو مؤسس لمشغل (أدد) للتصميم الطباعي – بغداد.

نجيب محفوظ بريشة الرسام علي المندلاوي.

- عضو مؤسس لجماعة (القافلة) الدولية – تونس.
- اسس تجمع (فنانيين ضد القمع) لندن.
- ضو مؤسس لمؤسسة (اصدقاء ثقافة وادي الرافدين) هولندا.
- عضو نقابة الصحفيين والفنانين العراقيين، وجمعية الفنانين العراقيين.

## المعارض الشخصية
شارك في العديد من معارض الفن ومعارض الرسم الموجهة إلى الأطفال والكاريكاتير داخل وخارج العراق  من بينها:-
- حكايات شعبية كردية مصورة للأطفال - كومكس قاعة جمعية الثقافة الكردية – بغداد عام 1977.
- (لوحات للطفولة) قاعة متحف السليمانية – إقليم كردستان العراق عام 1983.
- (وجوه من الداخل) قاعة الاورفلي – بغداد عام 1986.
- (وجوه) بورتريه كاريكاتيري – قاعة بغداد – بغداد عام 1988.
- (ريشة من جناح الغيمة) رسم حر - قاعة المركز الثقافي الإسباني – عمان / الأردن عام 1992.
- قاعة (رواق الفنون) رسم حر-تونس عام 1993.
- صالة مدينة اوترخت –هولندا عام 1995.
- صالة مركز (رازا) بورتريه كاريكاتيري - أو ترخت – هولندا عام 1997.
- صالة الجامعة الحرة- رسم حر- برلين / ألمانيا عام 1998.
- (أرض اولى..سماء ثانية) رسم حر - قاعة تابليت – لندن /انجلترا عام 2002.
- قاعة (ميديا) اربيل بورتر يه كاريكاتيري –اقليم كردستان العراق عام 2005.

## المعارض المشتركة
- معرض الكاريكاتير العراقي- قاعة أكاديمية الفنون الجميلة – بغداد عام 1975.
- معرض العام الدولي للطفل – قاعة الرباط – بغداد عام 1979.
- معرض رسامي كتب الأطفال العرب – بوبونيا/إيطاليا عام 1981. معرض الكاريكاتير العراقي – قاعة المتحف الوطني للفن الحديث – بغداد. معرض رسوم كتب الأطفال الدولي (BIB) جيكسلفاكيا عام 1987. مهرجان غابروفو الدولي للكاريكاتير – بلغاريا
- معرض (لجنة الكاريكاتير) في نقابة الصحفيين العراقيين – المتحف الوطني للفن الحديث - بغداد عام 1988.
- مهرجان الكاريكاتير العربي- قاعة الكوفة - لندن /انجلترا عام 1989.
- معرض الكاريكاتير العربي الأفريقي – قاعة الاوبرا– القاهرة / مصر عام 1990.
- معرض (ستة فنانين عراقيين) قاعة بلدنا – عمان /الأردن عام 1991.
- مهرجان (المحرس) الدولي للفنون التشكيلية – تونس عام 1992. معرض رسامون من تونس والعراق– قاعة رواق الفنون – تونس. معرض الكاريكاتير الدولي بمناسبة الذكرة الخامسة لاغتيال «ناجي العلي» قاعة الكوفة- لندن
- مهرجان توناي بوتون الدولي للفنون التشكيلية- فرنسا عام 1993.
- المهرجان الدولي للفنون التشكيلية – المتحف الوطني الأردني- عمان. معرض (جماعة القافلة) الدولية - قاعة بلدنا- عمان. معرض قاعة (أبعاد) عمان. (المعرض الدائم) دارة الفنون – عمان
- معرض (جماعة القافلة) الدولية – قاعة ريك – باريس / فرنسا عام 1994. معرض مشترك مع الفنان الفرنسي«جاك بارتيليمي» قاعة إمحوتب – باريس /فرنسا. معرض مشترك مع الفنان الفرنسي«جاك بارتيليمي» قاعة إمحوتب – باريس /فرنسا
- اتييليه جاليري – دري بيرخن/ هولندا عام 1995. قاعة المركز الثقافي العربي - بروكسل / بلجيكا
- قاعة ستينفايك – هولندا عام 1997. قاعة مركز كونست آوتلين – أمرسفورد / هولندا. قاعة كونست سنتروم – هنجلو /هولندا
- معرض فنانون تشكيليون من العراق– قاعة شهرزاد- برلين عام 2001.
- معرض لمسا ت من العبقرية – فن عراقي معاصر - بروناي جاليري – جامعة سواس -لندن
- معرض البورتريه الكاريكاتيري العراقي – قاعة الكوفة – لندن عام 2002.
- معرض رسامي كتب الأطفال العرب – معهد العالم العربي- باريس عام 2003.
- معرض رسامي الكرتون والكاريكاتير العراقي – قاعة ميديا – بغداد عام 2004.
- معرض ثلاثة رسامين كاريكاتير عراقيين – قاعة زاموا- السليمانية /كردستان العراقاقليم عام 2005.
- معرض كاريكاتير عراقي – صالة فندق ميليا منصور – بغداد عام 2010.
- معرض كاريكاتير عراقي 2– صالة نادي العلوية – بغداد عام 2011.
- معرض كاريكاتير عراقي 3– قاعة المركز الثقافي البغدادي – بغداد عام 2012.
- معرض كاريكاتير «لوحات عن طاغور» - الأوبرا المصرية - مصر عام 2016.

## الجوائز
- الجائزة الأولى مناصفة معرض الكاريكاتير العربي الأفريقي – قاعة الاوبرا القاهرة - مصر 1990.
- الجائزة الكبرى للدورة 14 للمهرجان الدولي للفكاهة في رومانيا -ميهاي امنيسكو 2015 [15]
- الجائزة الأولى لمسابقة (جورج البهجوري) للبورتريه من بين أكثر من 120 فنانا من جميع الدول العربية - دار الاوبرا المصرية – القاهرة - مصر 2016.
- جائزة إنجاز العمر، جائزة محمود كحيل، 2022

## وصلات خارجية
- مقابلة مع علي المندلاوي في شفق نيوز الإنكليزية .
- مقابلة مع علي المندلاوي في كورد ميديا.
- حوار مع رسام الكاريكاتير الفنان علي المندلاوي في النور.
- حوار مع رسام الكاريكاتير الفنان علي المندلاوي في شفق نيوز العربية.
- رسام عراقي يفوز بجائزة المهرجان الدولي الفكاهة
- الفنان العراقي علي المندلاوي يفوز بجائزة الكاريكاتير الدولي
- علي المندلاوي يفوز جائزة بهجوري للبورتريه
- رسام عراقي يفوز بجائزة عالمية بفن الكاريكاتير الشخصي